# 名古屋新干线诉讼
名古屋新干线诉讼是指，在新干线高速运行产生的噪音成为公害成为社会问题的20世纪70年代中期，爱知县名古屋市内东海道新干线沿线居民因经过的0系列车产生噪音和振动，要求禁止日本国有铁道运行新干线的诉讼。

## 概述
1974年3月30日，位于名古屋市南区、热田区、中川区内的东海道新干线沿线的575名居民（名古屋新干线公害诉讼原告团，判决时有488人）向日本国有铁道提起诉讼，要求禁止新干线列车行驶时产生一定值以上的噪音和振动，并要求向原告每人支付100万日元的赔偿金。

## 判决
1980年9月名古屋地方法院和1985年4月名古屋高等法院判决中，承认存在损害并下令支付赔偿金。但法院认为新干线作为交通工具，公共属性很高，不可禁止噪音和振动。在对本区居民实施噪音和振动控制措施时，许多其他路段也同样需要减速，法院认为这会对社会经济造成严重后果。

## 和解
居民和日本国铁都向最高法院提出了上诉，1986年4月，双方达成了“和解协议”。其内容包括，日本国铁暂时将新干线沿线噪音控制在75分贝以下，减少噪音和振动，向居民支付和解金与搬迁补偿，实施隔音和隔振工程，防止污染进一步恶化。

## 后来的影响
1975年，环境厅（现环境省）制定了关于噪音的环境标准。此后，实行了0系列车减少受电弓数量，车身轻量化、平滑化，轨道周边设置隔音墙，向沿线居民提供迁移补偿金、隔音和隔振工程补贴等措施。
其中，针对新干线车辆，开发了75分贝以下高速行驶的铁路车辆，并依次引进了与0系不同的各种形式，作为新干线车辆的设计要求，将噪音控制在75分贝以下作为必须事项。2020年 ，东海道新干线全部更换 N700系列车，在最高速度已经大幅提高的基础上，噪音和振动大幅减少，达到了没有特别问题的水平。
与此同时，正在建设的南方货物线（ 东海道本线货物支线）计划在深夜行驶，因为沿线居民反对建设，认为这将是一个新的污染源，加上随后日本国铁的巨额债务和财政恶化，导致建设被迫停止。对此，律师团表示: “废除南方货物线本身就是一个好消息”，“废线有利于保护周边居民的生活环境。”。

## 脚注
1. ↑  . コトバンク.   [2019-03-02]. （原始内容存档于2022-01-14）.
2. ↑  名古屋新幹線公害訴訟（和解後）の報告 名古屋新幹線公害訴訟弁護団（1） （页面存档备份，存于） - 全国公害弁護団連絡会議公式HP
3. ↑  名古屋新幹線公害訴訟（和解後）の報告 名古屋新幹線公害訴訟弁護団（2） （页面存档备份，存于） - 全国公害弁護団連絡会議公式HP

## 相关项目
- 新干线0系电联车
- 噪音
- 大阪机场诉讼：从大阪国际机场起飞和降落的飞机噪音诉讼。
- 东北-上越新干线反对运动